# Internet Leaks
Internet Leaks (Vazamentos da Internet) é o terceiro EP do músico norte-americano "Weird Al" Yankovic, lançado em 2009 pela gravadora Volcano Records. Todas as faixas do EP já haviam sido lançadas como singles entre outubro de 2008 e agosto de 2009.

## Faixas
| # | Título              | Duração | Paródia de                             | Descrição |
| - | ------------------- | ------- | -------------------------------------- | --- |
| 1 | "Whatever You Like" | 3:41    | "Whatever You Like" por T.I.           | Sobre um homem que tenta impressiona sua namorada dizendo que ela terá tudo o que quiser, apesar da crise econômica.                                                       |
| 2 | "Craigslist"        | 4:53    | Paródia do estilo de The Doors         | A letra mimetiza listas do Craigslist. Os teclados foram tocados por Ray Manzarek, ex-membro do grupo The Doors.                                                           |
| 3 | "Skipper Dan"       | 4:01    | Original                               | As letras descrevem um homem que apesar de ter se formado em belas artes e sonhar ser um ator, é forçado a trabalhar como guia turístico no Jungle Cruise da Disneylândia. |
| 4 | "CNR"               | 3:21    | Paródia do estilo de The White Stripes | Sobre feitos sobrehumanos que Charles Nelson Reilly poderia conseguir, semelhantemente às verdades sobre Chuck Norris.                                                     |
| 5 | "Ringtone"          | 3:25    | Paródia do estilo de Queen             | Sobre as desvantagens de se ter um toque de celular irritante. |